# لول پلینز (آلاباما)
لول پلینز (به انگلیسی: Level Plains) شهری در شهرستان دیل ایالت آلاباما است که مساحت آن ۷٫۹۳ کیلومتر مربع است و در سرشماری سال ۲۰۱۰ میلادی، ۲٬۰۸۵ نفر جمعیت داشته و تراکم جمعیتی آن، ۲۶۲٫۹۳ نفر در هر کیلومتر مربع بوده است.